# Raiden
Raiden a Mortal Kombat című videójáték-sorozat, illetve az ez alapján készült filmek egyik szereplője. A mennydörgés istene, illetve a Föld védelmezője. Raidennek több természetfeletti képessége is van. Képes teleportálni, irányítani tudja a villámokat és repül. Halhatatlanként az örökkévalóság tekintetében gondolkodik és az emlékei az idő kezdetéig nyúlnak vissza. Tulajdonképpen elpusztíthatatlan, ugyanis hiába semmisítik meg halandó alakját, egy idő után újra testet tud ölteni. Arra törekszik, hogy ártalmatlanítson mindenkit, aki megpróbál kárt tenni az emberiségben.

## Történet

### Mortal Kombat
Raident Shang Tsung személyesen kérte fel, hogy vegyen részt a Mortal Kombat bajnokságán. Raiden elfogadta a meghívást és emberi alakot öltve ment küzdeni.

### Mortal Kombat II
Az eseményeket felülről tekintve Raiden felismeri Shao Kahn borzalmas szándékait. Figyelmezteti a shaolin torna hátralevő játékosait, Liu Kangot és Kung Laót Shao Kahn fenyegetésére. Raiden ekkor eltűnik és egyedül megy át a Külvilágba.